# Alla corte del remix
Alla corte del remix — первый и единственный альбом ремиксов итальянского певца и киноактёра Адриано Челентано, выпущенный в 1995 году лейблом Sony BMG.

## Об альбоме
В диск вошли двенадцать ремиксов на самые известные композиции Адриано Челентано. Стиль, в котором записан альбом, можно охарактеризовать как евродэнс или евродиско, что было новым экспериментом исполнителя. В записи пластинки приняли участие DJ Alex Party, Скэтмэн Джон и другие известные музыканты. Примечательно, что при создании диска не использовался вокал из оригинальных песен — специально для альбома Челентано записал вокальные партии заново.
К официальному изданию прилагается буклет с комиксами, в которых персонаж Челентано именуется Supermolleggiato (с итал. — «Супер-пружинка»). На обложке альбома помещена карикатура на исполнителя.
Фрагмент ремикса песни «Azzurro» используется в реставрированной версии фильма «Юппи-ду».

## Список композиций
| №   | Название                                                  | Автор ремикса            | Длительность |
| --- | --------------------------------------------------------- | ------------------------ | ------------ |
| 1.  | «Susanna»                                                 | Gam-Gam                  | 5:19         |
| 2.  | «Il ragazzo della via Gluck»                              | Cappella                 | 5:46         |
| 3.  | «Prisencolinensinainciusol»                               | Alex Party               | 5:28         |
| 4.  | «Pregherò»                                                | Ti.Pi.Cal.               | 5:17         |
| 5.  | «Il seme del rap»                                         | Скэтмэн Джон             | 3:52         |
| 6.  | «Azzurro»                                                 | Clubhouse                | 3:59         |
| 7.  | «Veronica verrai»                                         | Netzwerk                 | 4:55         |
| 8.  | «Ringo»                                                   | DJ Cerla                 | 3:59         |
| 9.  | «Prisencolinensinainciusol» (original remix version 1995) | Alex Party               | 5:16         |
| 10. | «Deus»                                                    | Роберто Ферранте         | 5:11         |
| 11. | «L’ultimo gigante»                                        | LWS                      | 4:15         |
| 12. | «Nata per me»                                             | Ballerini, Iorio, Canepa | 2:56         |